# Ourapteryx kantalaria
Ourapteryx kantalaria là một loài bướm đêm trong họ Geometridae.